# Костянтин Дука (володар Фессалії)
Костянтин Дука (грец. Κωνσταντίνος Δούκας; д/н– 1303) — володар Фессалії в 1289—1303 роках.

## Життєпис
Походив з династії Комнін Дук, гілки династії Ангелів. Другий син Іоанна I, володаря Фессалії, та Гіпомони, донька Тарони, вождя (воєводи) влахів. 1284 рокупісля того, як його старший брат Михайло опинився в полоні у візантійців став спадкоємцем трону.
Отримав владу 1289 року за смертю батька. Втім регентшею стала Анна Кантакузина, дружина Никифора I, деспота Епіру. Співволодарем Костянтина було оголошено його брата Феодора. 1291 року епірський деспот уклав союз з Карлом II, королем Неаполю, внаслідок чого почалася війна з Візантійською імперією. Цією ситуацією скористався Костянтин Дука, який скинув регентство й почав боротьбу з візантійцями.
У 1292 брат Феодор зазнав поразки від візантійців на чолі із Михайлом Тарханіотом. У 1294 році брати захопили місто Деметріаду в Фессалії, яке було окуповано ще з часів Нікейської імперії.
1295 року ускладнилися відносини з Епірським деспотатом. оскільки союзник Никифора I — Філіп Тарентський, син Карла II, короля Неаполю, став претендувати на Фессалію. У цих умовах Костянтин з братом через посередництва своєї матері почали перемовини з візантійським імператором Андроніком II. Зрештою той надав братам титул себастократорів в обмін на визнання зверхності Візантії.
За цим Костянтин почав війну проти Філіпа Тарентського та його епірського союзника. Спочатку вдалося зайняти міста Ангелокастрон, Ахелоос і Навпакт. Проте у 1296 році більшість захоплених територій повернулися під владу Епірського деспота.
Близько 1300 року помер брат Феодор. У 1301 році Костянтин був змушений поступитися останньою епірською фортецею — Ангелокастроном. 1303 року помер сам Костянтин Дука. Йому спадкував син Іоанн II.